# Foron (Menoge)
Der Foron ist ein kleiner Fluss in Frankreich, der im Département Haute-Savoie in der Region Auvergne-Rhône-Alpes verläuft. Er entspringt im östlichen Gemeindegebiet von Bogève, entwässert in einem Bogen von Südwest nach Nordwest und mündet nach rund 19 Kilometern an der Gemeindegrenze von Fillinges und Bonne als linker Nebenfluss in die Menoge.
In seinem Unterlauf nähert sich der Foron bei Pont de Fillinges, im östlichen Gemeindegebiet von Fillinges, der Menoge bereits auf etwa 200 Meter, schlägt dann aber noch einen circa fünf Kilometer langen Bogen nach Süden und mündet erst an der westlichen Gemeindegrenze von Fillinges tatsächlich in die Menoge.

## Orte am Fluss
(Reihenfolge in Fließrichtung)
- La Mouille, Gemeinde Bogève
- Bogève
- Viuz-en-Sallaz
- Pont de Fillinges, Gemeinde Fillinges
- Arpigny, Gemeinde Fillinges
- Fillinges